# قرار مجلس الأمن التابع للأمم المتحدة رقم 1298
قرار مجلس الأمن التابع للأمم المتحدة رقم 1298، المتخذ بالإجماع في 17 أيار / مايو 2000، بعد إعادة تأكيد القرارات 1177 (1998) و1226 (1999) و1227 (1999) و1297 (2000) بشأن الحالة بين إريتريا وإثيوبيا، أدان المجلس استمرار الأعمال العدائية وفرض حظر أسلحة على كلا البلدين.
استذكر مجلس الأمن في القرار رقم 1227 طلب الدول الأعضاء وقف مبيعات الأسلحة إلى إثيوبيا وإريتريا. وأعرب عن أسفه للقتال المستمر بين البلدين وأعرب عن أسفه لتحويل جميع الموارد في هذين البلدين إلى الصراع الذي كان له تأثير سلبي على الجهود المبذولة لمعالجة أزمة الغذاء المستمرة. وفي الوقت نفسه، قرر المجلس أن الوضع يمثل تهديدًا للسلام والأمن في المنطقة.
عملا بالفصل السابع من ميثاق الأمم المتحدة، تم إدانة القتال بين إثيوبيا وإريتريا بشدة وطالب مجلس الأمن الطرفين بالتراجع واستئناف المحادثات في أقرب وقت ممكن. مُنعت جميع البلدان من بيع الأسلحة والذخيرة وجميع المساعدات الفنية أو التدريب ذات الصلة لإريتريا وإثيوبيا. لم يُستثنى من حظر توريد الأسلحة سوى المعدات العسكرية غير الفتاكة المخصصة للاستخدام الإنساني. وشُكلت لجنة تابعة لمجلس الأمن لرصد الامتثال للحظر وتعزيز فعاليته والتحقيق في الانتهاكات وتحديد الحالات التي تستثنى من أحكامه. كان على جميع البلدان تقديم تقرير في غضون 30 يومًا بشأن الخطوات التي اتخذتها لتنفيذ التدابير، والتي ستطبق لمدة 12 شهرًا.
أخيرًا، طُلب من الأمين العام كوفي عنان تقديم تقرير في غضون 15 يومًا وكل 60 يومًا بعد ذلك عن تنفيذ القرار الحالي. وأعلن المجلس أن الحصار سينتهي إذا تم التوصل إلى تسوية سلمية للنزاع.
وشكك دبلوماسيون في فعالية حظر الأسلحة، وأشاروا إلى أن كلا البلدين لديهما مخزون كاف من الأسلحة والذخيرة لمدة عام.

## روابط خارجية
- نص القرار في undocs.org
- Eritrea and Ethiopia Sanctions Committee established in Resolution 1298 على موقع واي باك مشين (نسخة محفوظة October 1, 2012)